# Rogue Legacy
Rogue Legacy est un jeu vidéo indépendant de plates-formes, de type rogue-like, développé par Cellar Door Games et disponible sur Windows, Macintosh, Linux, PlayStation 3, PlayStation 4, Vita et Nintendo Switch. Le jeu propose au joueur d'explorer un donjon généré aléatoirement et rempli de créatures variées afin de trouver et battre quatre boss.
La suite du jeu, Rogue Legacy 2, est sortie en accès anticipé le 18 août 2020.

## Système de jeu
Rogue Legacy est un jeu de plate-forme en 2D de type rogue-like, avec des éléments de RPG, qui possède un système de jeu basé sur l'exploration et l'action. Il propose des graphismes composés de sprites qui rappellent les jeux de la MegaDrive et de la Super Nintendo.
Le but du jeu est d'explorer un donjon généré aléatoirement pour y affronter quatre boss se situant chacun dans un environnement différent : la forêt qui se situe a l'extrême droite de la carte, les sous-sols lugubre présent en bas de la carte, le donjon situé tout en haut de la carte et enfin le château qui lui est le point d'entrée dans le jeu. Une fois les quatre boss vaincus, le joueur pourra accéder à une tour menant au boss final. Les personnages ont par défaut la capacité de sauter et de donner des coups d'épée, et possèdent également une capacité secondaire, comme une attaque magique, qui consomme des points de mana. Chaque fois que le héros meurt, un de ses héritiers pourra reprendre la relève. Le joueur peut choisir entre trois héritiers qui ont chacun leurs forces et leurs faiblesses.

## Développement
Le jeu a été développé par Cellar Door Games, un studio de développement situé à Toronto, composé de deux frères, Kenny et Teddy Lee. Rogue Legacy a été leur premier projet de grande envergure ; ils n'avaient en effet à leur actif que quelques jeux Flash. Leur inspiration originelle venait de Demon's Souls et de Dark Souls, dont ils voulaient adapter les mécanismes à un gameplay en deux dimensions. L'idée de générer procéduralement le château a été empruntée à des jeux comme Spelunky et The Binding of Isaac avec une volonté toutefois de créer un jeu qui serait moins punitif et plus accessible que ces derniers ; c'est pourquoi ils ont implanté la possibilité d'améliorer les capacités du personnage au fil des parties.
Le jeu a coûté à l'équipe environ 15 000 $ qui venait de leurs fonds propres ; il leur a suffi d'une heure pour récupérer cette somme une fois le jeu mis en vente. Plus de 100 000 exemplaires ont été vendus durant la première semaine. Selon Kenny, le chiffre d'affaires du jeu leur permettra de se concentrer sur des projets plus importants dans le futur.
Le jeu sort le 27 juin 2013 sur Windows et peut être acheté sur différentes plates-formes de jeu comme Steam ou OnLive. Il est rentabilisé en moins d'une heure, et 100 000 copies sont vendues la première semaine. Rogue Legacy sort également sur Macintosh et Linux le 16 octobre 2013.
Les versions pour PlayStation 3, PlayStation 4 et Vita, annoncées le 20 aout 2013, sortent le 29 juillet 2014 avec de nouvelles fonctionnalités spécifiques à ces consoles, comme l'utilisation de l'écran tactile pour la Vita, du pavé tactile et de la barre lumineuse de la DualShock 4 pour la PlayStation 4.
La version Nintendo Switch sort le 06 novembre 2018.

## Accueil
Metacritic donne au jeu un score « globalement favorable » de 85/100 fondé sur 43 avis. GameRankings lui donne un score de 84 sur base de 25 avis.
Mitchell Saltzman, journaliste de GameFront, décrit le jeu comme « incroyablement difficile pour les gens non préparés » et indique que « la difficulté peut être rédhibitoire pour ceux qui sont facilement frustrés ».